# Fronrode (Fritzlar)
Koordinaten: 51° 6′ 18″ N, 9° 15′ 6″ O
Fronrode ist eine Wüstung im Südwesten der Gemarkung von Fritzlar im nordhessischen Schwalm-Eder-Kreis. Ob es sich dabei um eine kleine Siedlung oder lediglich um ein für landwirtschaftliche Nutzung gerodetes Stück Land handelt, ist nicht sicher.
Sie befindet sich, bisher nur ungefähr lokalisierbar, rund 2,5 km südwestlich der Kernstadt von Fritzlar auf etwa 221 m Höhe südlich der Eder und der Bundesstraße 253 von Wabern nach Bad Wildungen sowie der ehemaligen Gemarkung der Wüstung Holzheim. Westlich verläuft die Kreisstraße K 75 von Fritzlar nach Rothhelmshausen, östlich die Landesstraße L 3150 von Fritzlar nach Kleinenglis. Der Flurname „auf dem Rod“ erinnert an den verschwundenen Ort. Er wurde wohl im Jahre 1339 als Vronrode erstmals urkundlich erwähnt, als von dortigen zwei Joch die Rede war, und wurde 1348 als im Bereich des Dorfs Holzheim liegend bezeichnet.